# Венский арбитраж

Территориальные изменения Венгрии в 1938—1941 годах

Карта национальностей Венгрии в границах 1941 года. Территории с преобладанием этнических венгров обозначены зелёным

Передел Чехословакии в 1938—1939 годах

Венские арбитражи (нем. Wiener Schiedsspruch, итал. Arbitrati di Vienna) — название двух политических решений, вынесенных Иоахимом фон Риббентропом и Галеаццо Чиано, выступивших арбитрами от имени нацистской Германии и фашистской Италии с целью «мирного удовлетворения» претензий Венгрии на территории, которые она утратила по Трианонскому договору в 1920 году.
Венские арбитражи руководствовались принципом «права наций на самоопределение» и «исправления несправедливостей Версальских договоров». Оба арбитража не являлись «диктатами», неисполнение которых грозило бы агрессией со стороны Германии или Италии. Как «первое» так и «второе» Венское третейское решение было проведено на основе просьб правительств Венгрии и Второй Чехословацкой республики или Румынии. Первый арбитраж состоялся в 1938 году, а второй — в 1940 году

## Первый Венский арбитраж
Первый Венский арбитраж от 2 ноября 1938 года, по решению Германии и Италии, предписывал Чехословакии передать Венгрии южные районы Словакии (около 10 тыс. км²) и юго-западные районы Подкарпатской Руси (около 2 тыс. км²) (общая площадь 11 927 км², население свыше 1 млн чел.).
Согласно условиям Мюнхенского договора 29 сентября 1938 года Чехословакия должна была решить так называемый «венгерский вопрос» (подразумевался факт проживания около 750 тысяч венгров в Словакии и Подкарпатье) в соответствии с договорённостью с будапештским правительством. В случае, если подобная договорённость не состоится, Мюнхенский договор предусматривал арбитражное решение Германии, Италии, Франции и Великобритании. Пражское правительство первоначально предложило в качестве «решения» предоставить венгерскому населению автономию в рамках ЧСР. Однако, Будапешт отстаивал предоставления своим бывшим территориям как максимум «права на самоопределение» (плебисцит) или как минимум — передачу территорий, где согласно переписи 1910 года более 50 % населения составляли мадьяры. Принятие минимального пакета венгерских требований привело бы к потере Чехословакией Братиславы, Нитры и Кошиц, Мукачева и Ужгорода.
Признав, что прийти к компромиссу с Будапештом не получится, пражское правительство предложило Будапешту согласиться на вердикт арбитража Германии и Италии (Венгрия предложила выступить также арбитром Польше, но в Праге соглашались на польское участие только при условии, что Румыния тоже станет одним из арбитров. Поэтому ЧСР и Венгрия решили обратиться за третейским решением к Италии и Германии).
2 ноября 1938 года в Вене Риббентроп и Чиано определили, что ЧСР должна передать Венгрии около 12 тыс. км², в том числе Кошицы, Комарно, Ужгород и Мукачево. Братислава и Нитра остались в составе Словакии.
Большую часть населения переданных территорий составляли этнические венгры, которые приветствовали возвращение их земель в состав Венгрии. Словацкие и чешские колонисты (получившие земельные участки в результате так называемой аграрной реформы, проводимой правительством ЧСР в 1920-х — 1930-х годах) были принудительно выселены новой венгерской администрацией. Также преследованиям подверглось еврейское население, не проживавшее на «арбитражных» территориях до 1918 года.

## Второй Венский арбитраж

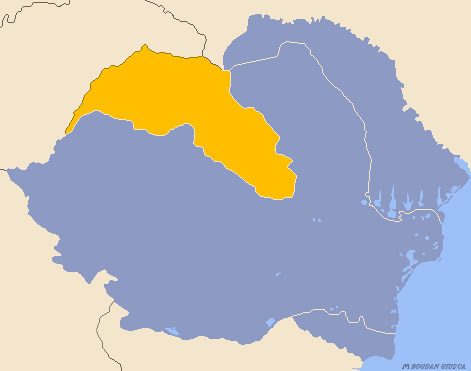
Передел Румынии: Северная Трансильвания выделена жёлтым цветом (перешла в состав Венгрии)

Согласно решению данного арбитража Румыния была должна уступить половину Трансильвании (ныне известна как Северная Трансильвания) Венгрии (43 492 км², 2,4 млн чел.). Арбитраж был вынесен 30 августа 1940 года. Цель состояла в том, чтобы склонить к участию в войне Венгрию в качестве союзника Германии. Поскольку Северная Трансильвания была населена многочисленными народами, данное решение привело к массовым миграциям и ухудшению социально-экономических условий в Трансильвании. Обострение венгеро-румынских противоречий в результате второго венского арбитража Германия использовала для полного подчинения Венгрии и Румынии.
В дополнение к решению 2-го арбитража 7 сентября 1940 года четырёхсторонним решением Южная Добруджа была передана из состава Румынии в состав Болгарии. Данная территория была утрачена Болгарией в 1913 году в результате Второй Балканской войны и с тех пор входила в состав Румынии.

## Отмена
Венские арбитражи были признаны юридически ничтожными государствами Антигитлеровской коалиции и ликвидированы Парижскими мирными договорами 1947 года; Венгрия была возвращена в границы Трианонского договора. Однако Южная Добруджа и территории, переданные СССР, не были возвращены Румынии.